# لیگ برتر فوتسال زنان ایران ۱۴۰۳
لیگ برتر فوتسال زنان ایران ۰۴-۱۴۰۳، بیستمین دوره از بالاترین سطح مسابقات فوتسال زنان در ایران است که از اوایل مهرماه سال ۱۴۰۳ آغاز شد.
نخست قرار بود این مسابقات با ۱۱ تیم برگزار شود که با انصراف دو تیم، این لیگ با ۹ تیم آغاز شد.

باشگاه فوتبال سپاهان اصفهان، در این فصل رسماً اعلام کرد که یک تیم برای شرکت در این مسابقات اعزام خواهد کرد.
علاوه بر تیم سپاهان، تیم‌های تیم مس رفسنجان، رایزکو صفادشت، پالایش نفت آبادان، سایپا تهران، فولاد هرمزگان، شرکت ملی حفاری ایران، مهر عظام تهران و نفت امیدیه در این دوره از مسابقات شرکت خواهند کرد.
در اوایل آبان‌ماه مصادف با هفته پنجم لیگ، با اعلام سازمان لیگ، بازی تیم‌های فولاد هرمزگان و مهرعظام تهران لغو و به زمان دیگری موکول شد. 
با این حال، پیش از آغاز هفته ششم، به‌طور رسمی و به دلایل مشکلات مالی، کناره‌گیری مهرعظام از لیگ برتر تأیید شد. 
برهمین اساس و با اعلام سازمان لیگ، تمامی مسابقات این تیم از جدول حذف و لیگ از هفته‌ی ششم با ۸ تیم ادامه یافت.
در نیم‌فصل دوم، رایزکو صفادشت نیز اعلام کناره‌گیری کرد اما سازمان لیگ تیم ایران‌زمین ملارد را جایگزین این تیم برای دیگر بازی‌ها معرفی کرد؛ اگرچه این رخداد با مخالفت رایزکو همراه بود اما تیم ایران‌زمین تا پایان مسابقات در این بازی‌ها شرکت کرد.

## دوره مسابقات
براساس اعلامیه سازمان لیگ، قرعه‌کشی مسابقات در ۲۶ شهریور ۱۴۰۳ انجام و بازی‌های این فصل از ۶ مهرماه آغاز شد.

## جدول مسابقات
جدول مسابقات در حال حاضر به شرح زیر است:

بروزرسانی: پایان هفته هفتم

| رتبه | تیم                  | بازی | برد | مساوی | باخت | گل زده | گل خورده | گل تفاضل | امتیاز |
| ---- | -------------------- | ---- | --- | ----- | ---- | ------ | -------- | -------- | ------ |
| ۱    | WPNA                 | ۱۴   | ۱۱  | ۳     | ۰    | ۵۳     | ۱۷       | ۳۶+      | ۳۶     |
| ۲    | نفت امیدیه           | ۱۴   | ۱۱  | ۰     | ۳    | ۴۷     | ۲۴       | ۲۳+      | ۳۳     |
| ۳    | سایپا تهران          | ۱۴   | ۹   | ۴     | ۱    | ۴۴     | ۲۱       | ۲۳+      | ۳۱     |
| ۴    | شرکت ملی حفاری ایران | ۱۴   | ۴   | ۴     | ۶    | ۲۴     | ۲۵       | ۱−       | ۱۶     |
| ۵    | ایران‌زمین ملارد      | ۱۴   | ۵   | ۱     | ۸    | ۲۸     | ۳۱       | ۳−       | ۱۶     |
| ۶    | فولاد هرمزگان        | ۱۴   | ۴   | ۲     | ۸    | ۲۶     | ۳۸       | ۱۲−      | ۱۴     |
| ۷    | سپاهان اصفهان        | ۱۴   | ۳   | ۲     | ۹    | ۱۶     | ۴۷       | ۳۱−      | ۱۱     |
| ۸    | مس رفسنجان           | ۱۴   | ۱   | ۰     | ۱۳   | ۱۷     | ۵۲       | ۳۵−      | ۳      |
| ۹    | مهر عظام تهران *     | ۰    | ۰   | ۰     | ۰    | ۰      | ۰        | ۰        | ۰      |

- ‌ مهرعظام پیش از هفته ششم از لیگ کناره‌گیری کرد و مسابقات این تیم از جدول حذف شد.[۲][۳]
- تیم رایزکو صفادشت در نیم‌فصل دوم اعلام انحلال کرد و سازمان لیگ، ایران‌زمین ملارد را برای ادامه مسابقات جایگزین این تیم کرد.

## هفته‌ها و نتایج

### هفته اول
تاریخ بازی‌ها: ۶ مهر ۱۴۰۳ 

ساعت ۱۱:۰۰
| میزبان            | نتیجه | میهمان               | منبع          |
| ----------------- | ----- | -------------------- | ------------- |
| رایزکو صفادشت     | ۱–۲   | سایپا تهران          |               |
| پالایش نفت آبادان | ۴–۲   | نفت امیدیه           | [ ۱۰ ] [ ۱۱ ] |
| مهر عظام تهران∗   | ۲–۳   | مس رفسنجان           |               |
| فولاد هرمزگان     | ۲–۲   | شرکت ملی حفاری ایران | [ ۱۰ ]        |

در این هفته، تیم سپاهان به استراحت پرداخت.

تیم‌های برنده پررنگ شده‌اند.
| جمعه ۶ مهر ۱۴۰۳ | رایزکو صفادشت   | ۱–۲   | سایپا تهران                    | سالن سلیمانی، ملارد |
| ۱۱:۰۰           | سحر زمانی‌فرد ۷' | گزارش | سارا شیربیگی · ۳۶'فرزانه توسلی |                     |

| جمعه ۶ مهر ۱۴۰۳ | پالایش نفت آبادان                      | ۴–۲   | نفت امیدیه                  | سالن هفده شهریور، آبادان |
| ۱۱:۰۰           | مارال ترکمان · نسا احدی · الهام عنافچه | گزارش | شهین افلاکی · زهرا کیانی‌منش |                          |

| جمعه ۶ مهر ۱۴۰۳ | مهرعظام تهران∗ | ۲–۳   | مس رفسنجان                                       | سالن امام خمینی، اسلامشهر |
| ۱۱:۰۰           | آذر ستاری ·    | گزارش | ملینا مرزبان · بهار آبرویی · زهرا محمدزاده دوستی |                           |

| جمعه ۶ مهر ۱۴۰۳ | فولاد هرمزگان            | ۲–۲   | شرکت ملی حفاری ایران        | سالن فجر، بندرعباس |
| ۱۱:۰۰           | مریم حکمتی · الهه شهلایی | گزارش | نازنین استکی‌فر · مهسا کمالی |                    |

### هفته دوم
تاریخ بازی‌ها: جمعه ۱۳ مهر ۱۴۰۳

ساعت ۱۱:۰۰
| میزبان               | نتیحه | میهمان            |
| -------------------- | ----- | ----------------- |
| نفت امیدیه           | ۵–۰   | سپاهان اصفهان     |
| سایپا تهران          | ۵–۱   | ∗ مهرعظام تهران   |
| شرکت ملی حفاری ایران | ۱–۱   | پالایش نفت آبادان |
| مس رفسنجان           | ۰–۱   | فولاد هرمزگان     |

استراحت: رایزکو صفادشت

منبع:
| جمعه ۱۳ مهر ۱۴۰۳ | نفت امیدیه                                             | ۵–۰   | سپاهان اصفهان | سالن ولایت، امیدیه                      |
| ۱۱:۰۰            | فاطمه حسینی · زهرا کیانی‌منش · شهین افلاکی · زینب امیری | گزارش |               | داور: سمیه طاهری به همراه فرزانه مهبودی |

| جمعه ۱۳ مهر ۱۴۰۳ | سایپا تهران                                                  | ۵–۱   | مهرعظام تهران∗ | سالن غدیر، تهران |
| ۱۱:۰۰            | ۳۰' ۱۸' فاطمه رحمتی · ۳۱' ۳۲' سارا شیربیگی · ۳۸' فرشته خسروی | گزارش | نیلوفر عظیمی   |                  |

| جمعه ۱۳ مهر ۱۴۰۳ | شرکت ملی حفاری ایران | ۱–۱   | پالایش نفت آبادان | سالن ایثار، اهواز |
| ۱۱:۰۰            | مهسا ایرانمنش        | گزارش | مریم نوری         |                   |

| جمعه ۱۳ مهر ۱۴۰۳ | مس رفسنجان | ۰–۱   | فولاد هرمزگان     | سالن دانشگاه پیام نور، رفسنجان |
| ۱۱:۰۰            |            | گزارش | (pen.) راضیه پرسه |                                |

### هفته سوم
تاریخ بازی‌ها: جمعه ۲۰ مهر ۱۴۰۳

ساعت ۱۱:۰۰
| میزبان            | نتیحه | میهمان               |
| ----------------- | ----- | -------------------- |
| مهرعظام تهران∗    | ۵-۰   | رایزکو صفادشت        |
| سپاهان اصفهان     | ۱-۳   | شرکت ملی حفاری ایران |
| فولاد هرمزگان     | ۴-۲   | سایپا تهران          |
| پالایش نفت آبادان | ۰-۳   | مس رفسنجان           |

استراحت: نفت امیدیه
| جمعه ۲۰ مهر ۱۴۰۳ | مهرعظام تهران∗ | ۵-۰   | رایزکو صفادشت                                                           | سالن امام خمینی، اسلامشهر                                               |
| ۱۱:۰۰            |                | گزارش | سحر زمانی‌فرد · نیلوفر عظیمی · مبینا ملاآقایی · ملیحه فنایی · عاطفه برقی | داور: آیدین عامری و پریا سلیمانی (به‌همراه زهرا موسی‌پور و زهرا عبداللهی) |

| جمعه ۲۰ مهر ۱۴۰۳ | سپاهان اصفهان                              | ۱-۳   | شرکت ملی حفاری ایران | سالن ۲۵ آبان، اصفهان                                             |
| ۱۱:۰۰            | مرضیه فتحی · معصومه گنجی · مرضیه توفیقی‌نسب | گزارش | هما آقایی            | داور: سمیه یدی و الهه مرادی (به‌همراه فروغ تنکابنی و صحرا بابایی) |

| جمعه ۲۰ مهر ۱۴۰۳ | فولاد هرمزگان                    | ۴-۲   | سایپا تهران                                           | سالن فجر، بندرعباس                                                   |
| ۱۱:۰۰            | الهه شهلایی ۱۳' · راضیه پرسه ۳۲' | گزارش | ۱۶' ۳۰' ۳۵' نگار سادات یعقوبی · ۱۹' هلیا معظمی گودرزی | داور: گلاره ناظمی و الهام مبارکی (بههمراه کبری چاشنی و هانیه سالاری) |

| جمعه ۲۰ مهر ۱۴۰۳ | پالایش نفت آبادان          | ۰-۳   | مس رفسنجان | سالن هفده شهریور، آبادان                                         |
| ۱۱:۰۰            | محدثه محمدی · مارال ترکمان | گزارش |            | داور: زهرا رحیمی و زهرا مرادی (به‌همراه فاطمه منصوری و ندا حیدری) |

### هفته چهارم
تاریخ بازی‌ها: جمعه ۲۷ مهر ۱۴۰۳

ساعت ۱۱:۰۰
| میزبان               | نتیحه | میهمان            |
| -------------------- | ----- | ----------------- |
| شرکت ملی حفاری ایران | ۳-۱   | نفت امیدیه        |
| رایزکو صفادشت        | ۳-۲   | فولاد هرمزگان     |
| مس رفسنجان           | ۲-۱   | سپاهان اصفهان     |
| سایپا تهران          | ۱-۱   | پالایش نفت آبادان |

استراحت: مهرعظام تهران∗
| جمعه ۲۰ مهر ۱۴۰۳ | شرکت ملی حفاری ایران | ۳-۱   | نفت امیدیه                              | سالن ایثار، اهواز                                                          |
| ۱۱:۰۰            | مهسا کمالی           | گزارش | فاطمه حسینی · شهین افلاکی · زهرا کراوند | داور: فریبا کعبی و نسیم کیانی‌مقدم (به‌همراه مریم لازم‌سعیدی و فاطمه جمال‌پور) |

| جمعه ۲۷ مهر ۱۴۰۳ | رایزکو صفادشت               | ۳-۲   | فولاد هرمزگان                        | سالن سلیمانی، ملارد                                                  |
| ۱۱:۰۰            | مبینا ملاآقایی · راضیه پرسه | گزارش | راضیه پرسه · مریم حکمتی · زیبا افروغ | داور: اعظم گلزاری و ملینا شفیه‌نژاد (به‌همراه کلثوم آوخی و الهه خیرگو) |

| جمعه ۲۰ مهر ۱۴۰۳ | مس رفسنجان   | ۲-۱   | سپاهان اصفهان                     | سالن دانشگاه پیام نور، رفسنجان                                           |
| ۱۱:۰۰            | نسیم نوازنده | گزارش | معصومه گنجی · ام‌کلثوم اسماعیل‌زاده | داور: لیلا ویسی و معصومه جافری (به‌همراه الهام ایلاقی و سیده تابنده زارع) |

| جمعه ۲۰ مهر ۱۴۰۳ | سایپا تهران | ۱-۱   | پالایش نفت آبادان | سالن غدیر، تهران                                                        |
| ۱۱:۰۰            | نسیمه غلامی | گزارش | نسترن مقیمی       | داور: زری فتحی و آیدین عامری (به‌همراه سیده‌نیلوفر میرکریمی و اعظم حسینی) |

### هفته پنجم
تاریخ بازی‌ها: جمعه ۴ آبان ۱۴۰۳

ساعت ۱۱:۰۰
| میزبان            | نتیحه | میهمان        |
| ----------------- | ----- | ------------- |
| فولاد هرمزگان     | -     | مهرعظام تهران |
| نفت امیدیه        | ۰-۱۰  | مس رفسنجان    |
| پالایش نفت آبادان | ۲-۶   | رایزکو صفادشت |
| سپاهان اصفهان     | ۳-۱   | سایپا تهران   |

استراحت: شرکت ملی حفاری ایران
| لغو شد | فولاد هرمزگان | v | مهر عظام تهران∗ |  |

| جمعه ۴ آبان ۱۴۰۳ | نفت امیدیه                                                       | ۰-۱۰  | مس رفسنجان | سالن ولایت، امیدیه                                                    |
| ۱۱:۰۰            | شهین افلاکی · زهرا کراوند · فاطمه حسینی · زهرا غریب · یوسفی‌راد · | گزارش |            | داور: مریم ناصری و بهاره معتمدی (به‌همراه زینب عرب‌زاده و نرجس حسین‌پور) |

| جمعه ۴ آبان ۱۴۰۳ | پالایش نفت آبادان                                        | ۲-۶   | رایزکو صفادشت           | سالن هفده شهریور، آبادان                                             |
| ۱۱:۰۰            | سهیلا ملمولی · مریم نوری · مارال ترکمان · الهام عنافچه · | گزارش | سعیده رازی · سحر الهامی | داور: الهام مبارکی و فرزانه مهبودی (به‌همراه مریم دهشت و صحرا بابایی) |

| جمعه ۴ آبان ۱۴۰۳ | سپاهان اصفهان | ۳-۱   | سایپا تهران                | سالن ۲۵ آبان، اصفهان                                                    |
| ۱۱:۰۰            | معصومه گنجی   | گزارش | نسیمه غلامی · مهسا علی‌مددی | داور: مهدیه رشیدی‌رنجبر و بهنام آبک (به‌همراه پریا سلیمانی و فاطمه کارگر) |

### هفته ششم
تاریخ بازی‌ها: جمعه ۱۱ آبان ۱۴۰۳

ساعت ۱۱:۰۰
| میزبان        | نتیحه | میهمان               |
| ------------- | ----- | -------------------- |
| مس رفسنجان    | ۴-۱   | شرکت ملی حفاری ایران |
| سایپا تهران   | ۱-۳   | نفت امیدیه           |
| رایزکو صفادشت | ۰-۳   | سپاهان اصفهان        |

استراحت: فولاد هرمزگان، 
 پالایش نفت آبادان (با توجه به کناره‌گیری مهرعظام تهران)
| جمعه ۱۱ آبان ۱۴۰۳ | مس رفسنجان        | ۴-۱   | شرکت ملی حفاری ایران                        | سالن دانشگاه پیام نور، رفسنجان                                    |
| ۱۱:۰۰             | ساجده نریمانی ۲۶' | گزارش | ۲۲' مهسا ایرانمنش · مهسا کمالی · فاطمه پاپی | داور: زری فتحی و سمیه طاهری (به‌همراه فرزانه مهبودی و فاطمه جباری) |

| جمعه ۱۱ آبان ۱۴۰۳ | سایپا تهران                                 | ۱-۳   | نفت امیدیه     | سالن غدیر، تهران                                                     |
| ۱۱:۰۰             | مهتاب بنایی ۲۵' · مهسا علی‌مدد · مهتاب بنایی | گزارش | مرجان یوسفی‌راد | داور: زهرا رحیمی و سیده‌آذر موسوی (به‌همراه معصومه جافری و کلثوم آوخی) |

| جمعه ۱۱ آبان ۱۴۰۳ | رایزکو صفادشت                | ۰-۳   | سپاهان اصفهان | سالن ایثار، ملارد                                                      |
| ۱۱:۰۰             | ملیحه صفایی ۱۶' · عاطفه برقی | گزارش |               | داور: آیدین عامری و سیده‌نسیم موسوی (به‌همراه مینا میرفلاح و سوگند سامی) |

### هفته هفتم
تاریخ بازی‌ها: جمعه ۱۸ آبان ۱۴۰۳

ساعت ۱۱:۰۰
| میزبان               | نتیحه | میهمان        |
| -------------------- | ----- | ------------- |
| پالایش نفت آبادان    | ۴-۵   | فولاد هرمزگان |
| شرکت ملی حفاری ایران | ۱-۱   | سایپا تهران   |
| نفت امیدیه           | ۰-۱   | رایزکو صفادشت |

استراحت: مس رفسنجان و سپاهان اصفهان 
| جمعه ۱۸ آبان ۱۴۰۳ | پالایش نفت آبادان                      | ۴-۵ | فولاد هرمزگان                                     |                                                                      |
| ۱۱:۰۰             | مریم نوری · ترکمان · نسا احدی · عنافچه |     | راضیه پرسه · مهسا عرب · فربده رهی · آدینه حسن‌زاده | داور: گلاره ناظمی و مائده علی‌نقی (به‌همراه فریبا کعبی و زینب عرب‌زاده) |

| جمعه ۱۸ آبان ۱۴۰۳ | شرکت ملی حفاری ایران | ۱-۱ | سایپا تهران |                                                                    |
| ۱۱:۰۰             | طاهره مهدی‌پور        |     | توسلی       | داور: اعظم گلزاری و مریم دهشت (به‌همراه صحرا بابایی و زهرا عبدالهی) |

| جمعه ۱۸ آبان ۱۴۰۳ | نفت امیدیه  | ۰-۱ | رایزکو صفادشت |                                                                         |
| ۱۱:۰۰             | فاطمه حسینی |     |               | داور: پریا سلیمانی و زهرا مرادی (به‌همراه مریم لازم‌سعیدی و فروغ تنکابنی) |

### هفته هشتم
تاریخ بازی‌ها: جمعه ۲۵ آبان ۱۴۰۳

ساعت ۱۱:۰۰
| میزبان        | نتیحه | میهمان               |
| ------------- | ----- | -------------------- |
| سایپا تهران   | ۳-۷   | مس رفسنجان           |
| فولاد هرمزگان | ۱-۲   | سپاهان اصفهان        |
| رایزکو صفادشت | ۴-۱   | شرکت ملی حفاری ایران |

استراحت: پالایش نفت آبادان و نفت امیدیه
| جمعه ۲۵ آبان ۱۴۰۳ | سایپا تهران                                         | ۳-۷ | مس رفسنجان                              | سالن غدیر، تهران                                                 |
| ۱۱:۰۰             | مریم سید · شیربیگی · فاطمه رحمتی · سمیرا قربان‌پور · |     | بهار ابرویی · عالیه مرشد · ملینا مرزبان | داور: سمیه یدی و زهرا فدایی (به‌همراه معصومه مولایی و الهه مرادی) |

| جمعه ۲۵ آبان ۱۴۰۳ | فولاد هرمزگان | ۱-۲ | سپاهان اصفهان | سالن فجر، بندرعباس                                                         |
| ۱۱:۰۰             | مهسا عرب ·    |     | معصومه گنجی   | داور: مهدیه رشیدی‌رنجبر و الهام مبارکی (به‌همراه مرضیه صالحی و الهام ایلاقی) |

| جمعه ۲۵ آبان ۱۴۰۳ | رایزکو صفادشت | ۴-۱ | شرکت ملی حفاری ایران                        | سالن سلیمانی، ملارد                                                        |
| ۱۱:۰۰             | سحر زمانی ·   |     | مهسا ایرانمنش · طاهره مهدی‌پور · عصمت داوودی | داور: مریم ناصری و ملینا شفیع‌نژاد (به‌همراه آنیسا اسحاقی و معصومه کهن‌ترابی) |

### هفته نهم
تاریخ بازی‌ها: جمعه ۲ آذر ۱۴۰۳

ساعت ۱۱:۰۰
| میزبان        | نتیحه | میهمان            |
| ------------- | ----- | ----------------- |
| سپاهان اصفهان | ۱-۰   | پالایش نفت آبادان |
| مس رفسنجان    | ۲-۰   | رایزکو صفادشت     |
| نفت امیدیه    | ۱-۴   | فولاد هرمزگان     |

استراحت: سایپا تهران و شرکت ملی حفاری ایران 
| جمعه ۲ آذر ۱۴۰۳ | سپاهان اصفهان | ۱-۰ | پالایش نفت آبادان | سالن ۲۵ آبان، اصفهان |
| ۱۱:۰۰           |               |     | عنافچه            |                      |

| جمعه ۲ آذر ۱۴۰۳ | مس رفسنجان | ۲-۱ | رایزکو صفادشت                | سالن دانشگاه پیام نور، رفسنجان |
| ۱۱:۰۰           |            |     | ۱۳' فرشته کریمی · گل به خودی |                                |

| جمعه ۲ آذر ۱۴۰۳ | نفت امیدیه              | ۱-۴ | فولاد هرمزگان  | سالن ولایت، امیدیه |
| ۱۱:۰۰           | زینب امیری · زهرا کیانی |     | فاطمه ارزیاب · |                    |

در پایان نیم‌فصل، دو تیم سایپا و پالایش نفت در شرایطی کاملا برابر، در صدر جدول قرار گرفتند.

### هفته دهم
در نیم‌فصل دوم، تیم ایران‌زمین ملارد امتیاز رایزکو را خرید و به جای این تیم در رقابت‌ها شرکت کرد. 

تاریخ بازی‌ها: ۲۳ آذر ۱۴۰۳ 

ساعت ۱۱:۰۰
| میزبان               | نتیحه | میهمان            |
| -------------------- | ----- | ----------------- |
| سایپا تهران          | ۱-۲   | ایران‌زمین ملارد   |
| نفت امیدیه           | ۴-۲   | پالایش نفت آبادان |
| شرکت ملی حفاری ایران | ۱-۰   | فولاد هرمزگان     |

استراحت: سپاهان اصفهان - مس رفسنجان
| جمعه ۲۳ آذر ۱۴۰۳ | سایپا                 | ۲-۱ | ایران‌زمین ملارد |  |
| ۱۱:۰۰            | شیربیگی · نگار یعقوبی |     | مبینا ملاآقایی  |  |

| جمعه ۲۳ آذر ۱۴۰۳ | نفت امیدیه                | ۴-۲ | پالایش نفت                        |  |
| ۱۱:۰۰            | فاطمه حسینی · مرجان یوسفی |     | مریم نوری · عنافچه · مارال ترکمان |  |

| جمعه ۲۳ آذر ۱۴۰۳ | شرکت ملی حفاری ایران | ۰-۱ | فولاد هرمزگان |  |
| ۱۱:۰۰            |                      |     | فریده رهی     |  |

### هفته یازدهم
تاریخ بازی‌ها: ۳۰ آذر ۱۴۰۳ 

ساعت 
| میزبان            | نتیحه | میهمان               |
| ----------------- | ----- | -------------------- |
| پالایش نفت آبادان | ۰-۴   | شرکت ملی حفاری ایران |
| سپاهان اصفهان     | ۴-۲   | نفت امیدیه           |
| فولاد هرمزگان     | ۴-۱   | مس رفسنجان           |

استراحت: سایپا - ایران‌زمین ملارد
| ۳۰ آذر ۱۴۰۳ | پالایش نفت آبادان                                | ۰-۴ | شرکت ملی حفاری ایران |  |
| ۱۲:۳۰       | ترکمان · کافیه هزاریان · عنافچه · سهیلا ملمولی · |     |                      |  |

| ۳۰ آذر ۱۴۰۳ | تیم سپاهان                | ۴-۲ | نفت امیدیه                                  |  |
| ۱۲:۳۰       | معصومه همتی · مهسا صفری · |     | فاطمه حسینی · ماهور افلاکی · زهرا کوراوند · |  |

| ۳۰ آذر ۱۴۰۳ | فولاد هرمزگان | ۴-۱ | مس رفسنجان                                |  |
| ۱۲:۳۰       | مهسا عرب ·    |     | مریم خلیلی · فاطمه عیوضی · نسیم نوازنده · |  |

### هفته دوازدهم
تاریخ بازی‌ها: 
ساعت 
| میزبان               | نتیحه | میهمان            |
| -------------------- | ----- | ----------------- |
| سایپا تهران          | ۲-۴   | فولاد هرمزگان     |
| مس رفسنجان           | ۳-۱   | پالایش نفت آبادان |
| شرکت ملی حفاری ایران | ۰-۳   | سپاهان اصفهان     |

استراحت: 
| ۷ دی ۱۴۰۳ | سایپا تهران | ۲-۴ | فولاد هرمزگان |  |

| ۷ دی ۱۴۰۳ | مس رفسنجان | ۳-۱ | پالایش نفت آبادان |  |

| ۷ دی ۱۴۰۳ | شرکت ملی حفاری ایران | ۰-۳ | تیم سپاهان |  |

### هفته سیزدهم
تاریخ بازی‌ها: ۱۴ دی ۱۴۰۳ 

ساعت: ۱۱:۰۰
| میزبان            | نتیحه | میهمان               |
| ----------------- | ----- | -------------------- |
| پالایش نفت آبادان | ۱-۱   | سایپا تهران          |
| نفت امیدیه        | ۲-۳   | شرکت ملی حفاری ایران |
| فولاد هرمزگان     | ۲-۰   | ایران‌زمین ملارد      |
| سپاهان اصفهان     | ۲-۳   | مس رفسنجان           |

| جمعه ۱۴ دی ۱۴۰۳ | پالایش نفت آبادان | ۱-۱ | سایپا تهران     |                  |
| ۱۱:۰۰           | مارال ترکمان ·    |     | شیربیگی · توسلی | داور: مریم ناصری |

| جمعه ۱۴ دی ۱۴۰۳ | نفت امیدیه                          | ۲-۳ | شرکت ملی حفاری ایران |                |
| ۱۱:۰۰           | فاطمه حسینی · زهرا کیانی · سحر پاپی |     | هما آقایی ·          | داور: سمیه یدی |

| جمعه ۱۴ دی ۱۴۰۳ | فولاد هرمزگان | ۲-۰ | ایران‌زمین ملارد           |                |
| ۱۱:۰۰           |               |     | زیبا افروغ · مبینا نعمانی | داور: زری فتحی |

| جمعه ۱۴ دی ۱۴۰۳ | سپاهان اصفهان | ۲-۳ | مس رفسنجان |                  |
| ۱۱:۰۰           | ستایش لطیفی · |     |            | داور: فریبا کعبی |

### هفته چهاردهم
تاریخ بازی‌ها: آدینه ۲۱ دی ۱۴۰۳ 

ساعت 
| میزبان          | نتیحه | میهمان            |
| --------------- | ----- | ----------------- |
| ایران‌زمین ملارد | ۵-۰   | پالایش نفت آبادان |
| سایپا تهران     | ۰-۸   | سپاهان            |
| مس رفسنجان      | ۱-۳   | نفت امیدیه        |

استراحت: شرکت ملی حفاری ایران - فولاد هرمزگان
| آدینه ۲۱ دی ۱۴۰۳ | ایران‌زمین ملارد | ۵-۰ | پالایش نفت آبادان                                         |  |
|                  |                 |     | الهام عنافچه · مارال ترکمان · سما کشاورزی · نسترن مقیمی · |  |

| آدینه ۲۱ دی ۱۴۰۳ | سایپا تهران                                                       | ۰-۸ | سپاهان اصفهان |  |
|                  | نگار یعقوبی · مریم سید · نسیمه غلامی · فاطمه رحمی · مهسا علی‌مدد · |     |               |  |

| آدینه ۲۱ دی ۱۴۰۳ | مس رفسنجان   | ۱-۳ | نفت امیدیه                   |  |
|                  | مریم خلیلی · |     | ماهور افلاکی · مرجان یوسفی · |  |

### هفته پانزدهم
تاریخ بازی‌ها: 
ساعت 
| میزبان               | نتیحه | میهمان          |
| -------------------- | ----- | --------------- |
| نفت امیدیه           | ۳-۴   | سایپا تهران     |
| سپاهان اصفهان        | ۲-۲   | ایران‌زمین ملارد |
| شرکت ملی حفاری ایران | ۰-۲   | مس رفسنجان      |

استراحت: فولاد هرمزگان - پالایش نفت آبادان
|  | نفت امیدیه                            | ۳-۴ | سایپا تهران                  |  |
|  | زینب امیری · فاطمه حسینی · زهرا کیانی |     | فرزانه توسلی · مهسا علی‌مدد · |  |

|  | سپاهان اصفهان | ۲-۲ | ایران‌زمین ملارد             |  |
|  | سحر عاملی     |     | مهدی‌خانی · مبینا ملاآقایی · |  |

|  | شرکت ملی حفاری ایران | ۰-۲ | مس رفسنجان |  |
|  | زارعی · مهسا کمالی · |     |            |  |

### هفته شانزدهم
تاریخ بازی‌ها: 

ساعت 
| میزبان          | نتیحه | میهمان               |
| --------------- | ----- | -------------------- |
| فولاد هرمزگان   | ۵-۳   | پالایش نفت آبادان    |
| سایپا تهران     | ۱-۱   | شرکت ملی حفاری ایران |
| ایران‌زمین ملارد | ۲-۱   | نفت امیدیه           |

استراحت:  سپاهان اصفهان - مس رفسنجان
|  | فولاد هرمزگان                       | ۵-۳ | پالایش نفت آبادان                          |                   |
|  | فریده زهی · مهسا عرب · راضیه پرسه · |     | محدثه محمدی · مارال ترکمان · نسترن مقیمی · | داور: آیدین عامری |

|  | سایپا تهران   | ۱-۱ | شرکت ملی حفاری ایران |                |
|  | نگار یعقوبی · |     | فاطمه پاپی ·         | داور: سمیه یدی |

|  | ایران‌زمین ملارد | ۲-۱ | نفت امیدیه    |                  |
|  | فاطمه تراهی ·   |     | فاطمه حسینی · | داور: مریم ناصری |

### هفته هفدهم
تاریخ بازی‌ها: 
ساعت 
| میزبان               | نتیحه | میهمان          |
| -------------------- | ----- | --------------- |
| شرکت ملی حفاری ایران | ۴-۲   | ایران‌زمین ملارد |
| مس رفسنجان           | ۴-۲   | ساپیا تهران     |
| سپاهان اصفهان        | ۲-۲   | فولاد هرمزگان   |

استراحت: 
| یک‌شنبه ۷ بهمن ۱۴۰۳ | شرکت ملی حفاری ایران      | ۴-۲ | ایران‌زمین ملارد                               |  |
|                    | عصمت داوودی · فهیمه زارعی |     | مبینا ملاآقایی · زیبا افروغ · مهدیه محمودی‌نیا |  |

| یک‌شنبه ۷ بهمن ۱۴۰۳ | مس رفسنجان     | ۴-۲ | سایپا تهران                                  |  |
|                    | ملینا مرزبان · |     | مهتاب بنایی · مریم سید · مهسا نظری · توسلی · |  |

| یک‌شنبه ۷ بهمن ۱۴۰۳ | سپاهان اصفهان                     | ۲-۲ | فولاد هرمزگان          |  |
|                    | سحر زمانی · ام‌کلثوم اسماعیل‌زاده · |     | خون جهان · فریده رهی · |  |

### هفته هجدهم
تاریخ بازی‌ها: 
ساعت 
| میزبان            | نتیحه | میهمان        |
| ----------------- | ----- | ------------- |
| پالایش نفت آبادان | ۰-۱۰  | سپاهان اصفهان |
| ایران‌زمین ملارد   | ۲-۷   | مس رفسنجان    |
| فولاد هرمزگان     | ۳-۲   | نفت امیدیه    |

استراحت:  سایپا تهران - شرکت ملی حفاری ایران
| ۱۲ بهمن ۱۴۰۳ | پالایش نفت آبادان                                                             | ۰-۱۰ | سپاهان اصفهان |  |
|              | مارال ترکمان · عنافچه · نسا احدی · مینا بیکی · نیلوفر مقدسی · نرجس کریمی‌نسب · |      |               |  |

| ۱۲ بهمن ۱۴۰۳ | ایران‌زمین ملارد                                                           | ۲-۷ | مس رفسنجان                   |  |
|              | فاطمه تراهی · مبینا ملاآقایی · زیبا افروغ · مبینا نعمایی · فرشته بابایی · |     | ملینا مرزبان · فاطمه عیوضی · |  |

| ۱۲ بهمن ۱۴۰۳ | فولاد هرمزگان              | ۳-۲ | نفت امیدیه                 |  |
|              | فریده رهی · فاطمه ارزیاب · |     | فاطمه حسینی · زهرا کیانی · |  |

## گلزنان
۶۴ گل  در ۱۴ مسابقه به ثمر رسیده است که به‌طور میانگین برابر است با ۴٫۵۷ گل به ازای هر مسابقه (تا تاریخ ۲۷ مهر ۱۴۰۳).
۳ گل
- مارال ترکمان (پالایش نفت آبادان)
- سارا شیربیگی (سایپا تهران)
- نگار سادات یعقوبی (سایپا تهران)
- شهین افلاکی (نفت امیدیه)
- فاطمه حسینی (نفت امیدیه)
- راضیه پرسه (فولاد هرمزگان)

۲ گل
- سحر زمانی‌فرد (رایزکو صفادشت)
- مبینا ملاآقایی (رایزکو صفادشت)
- زهرا کیانی‌منش (نفت امیدیه)
- آذر ستاری (مهرعظام تهران)∗
- الهه شهلایی (فولاد هرمزگان)
- مریم حکمتی (فولاد هرمزگان)
- فاطمه رحمتی (سایپا تهران)
- محدثه محمدی (پالایش نفت آبادان)
- مهسا کمالی (ملی حفاری)
- معصومه گنجی (سپاهان اصفهان)

۱ گل
- فرزانه توسلی (سایپا تهران)
- هلیا معظمی گودرزی (سایپا تهران)
- فرشته خسروی (سایپا تهران)
- نسیمه غلامی (سایپا تهران)
- نسا احدی (پالایش نفت آبادان)
- الهام عنافچه (پالایش نفت آبادان)
- مریم نوری (پالایش نفت آبادان)
- نسترن مقیمی (پالایش نفت آبادان)
- ملینا مرزبان (مس رفسنجان)
- بهار آبرویی (مس رفسنجان)
- زهرا محمدزاده دوستی (مس رفسنجان)
- نسیم نوازنده (مس رفسنجان)
- نازنین استکی‌فر (ملی حفاری)
- مهسا ایرانمنش (ملی حفاری)
- هما آقایی (ملی حفاری)
- زینب امیری (نفت امیدیه)
- زهرا کراوند (نفت امیدیه)
- نیلوفر عظیمی (مهرعظام تهران)∗
- ملیحه فنایی (رایزکو صفادشت)
- عاطفه برقی (رایزکو صفادشت)
- مرضیه فتحی (سپاهان اصفهان)
- مرضیه توفیقی‌نسب (سپاهان اصفهان)
- ام‌کلثوم اسماعیل‌زاده(سپاهان اصفهان)

گل‌به‌خودی 

۱ گل 

- راضیه پرسه (فولاد هرمزگان)
- زیبا افروغ (رایزکو صفادشت)
- نیلوفر عظیمی  (رایزکو صفادشت)

## پاورقی
^ مهرعظام پیش از هفته ششم از لیگ کناره‌گیری کرد و مسابقات این تیم از جدول حذف شد.